# Hedvig Sofia av Brandenburg
Hedvig Sofia av Brandenburg, född 14 juli 1623 i Berlin, död 26 juni 1683 i Schmalkalden, var lantgrevinna och senare regent av Hessen-Kassel. Hedvig Sofia verkade som regent som förmyndare för sina söner 1663–1677.

## Biografi
Hedvig Sofia var näst yngst av fyra barn till Georg Vilhelm av Brandenburg och Elisabeth Charlotta av Pfalz. Hon gifte sig år 1649 med lantgreve Wilhelm VI av Hessen-Kassel.
Hedvig Sofia verkade som regent 1663–1677, som förmyndare för sina söner. Hon bevarade till 1673 statens neutralitet men slöt sedan förbund med Brandenburg mot Frankrike och deltog med trupper i kriget mot Frankrike. Hon sköt länge upp sin sons övertagande av regeringen men överlämnade slutligen regentskapet 1677.

## Barn
- Charlotta Amalia (1650–1714), gift med Kristian V av Danmark
- Wilhelm VII (1651–1670), lantgreve av Hessen-Kassel 1663–1670
- Luise (11 september 1652–23 oktober 1652)
- Karl I (1654–1730), lantgreve av Hessen-Kassel 1670–1730
- Philip (1655–1721), lantgreve av Hessen-Philippsthal 1663–1721
- Georg (1658–1675)
- Elisabeth Henrietta (1661–1683), gift med Fredrik I av Preussen